# Allanche (tổng)
Tổng Allanche là một tổng thuộc tỉnh Cantal trong vùng Auvergne-Rhône-Alpes.
Tổng này được tổ chức xung quanh Allanche ở quận Saint-Flour. Độ cao khu vực này dao động từ 629 m (Peyrusse) đến 1 405 m (Pradiers) với độ cao trung bình 979 m.

## Hành chính
| Giai đoạn | Ủy viên         | Đảng | Tư cách |
| --------- | --------------- | ---- | ------- |
| 2001-2014 | Christian Leoty | SE   |         |

## Các đơn vị trực thuộc
Tổng Allanche gồm 11 xã với dân số 2 698 người (điều tra dân số năm 1999, dân số không tính trùng)
| Xã               | Dân số | Mã bưu chính | Mã insee |
| ---------------- | ------ | ------------ | -------- |
| Allanche         | 1 101  | 15160        | 15001    |
| Charmensac       | 130    | 15500        | 15043    |
| Joursac          | 155    | 15170        | 15080    |
| Landeyrat        | 120    | 15160        | 15091    |
| Peyrusse         | 215    | 15170        | 15151    |
| Pradiers         | 111    | 15160        | 15155    |
| Sainte-Anastasie | 167    | 15170        | 15171    |
| Saint-Saturnin   | 248    | 15190        | 15213    |
| Ségur-les-Villas | 270    | 15300        | 15225    |
| Vernols          | 81     | 15160        | 15253    |
| Vèze             | 100    | 15160        | 15256    |

## Biến động dân số
| 1962                                                     | 1968  | 1975  | 1982  | 1990  | 1999  |
| -------------------------------------------------------- | ----- | ----- | ----- | ----- | ----- |
| 4 030                                                    | 4 529 | 3 987 | 3 492 | 3 096 | 2 698 |
| Nombre retenu à partir de 1962 : dân số không tính trùng |       |       |       |       |       |